# Jovan Kratohvil
Jovan Kratohvil (in serbo Јован Кратохвил?; Belgrado, 17 aprile 1924 – Belgrado, 22 febbraio 1998) è stato uno scultore e tiratore a segno jugoslavo.

## Biografia

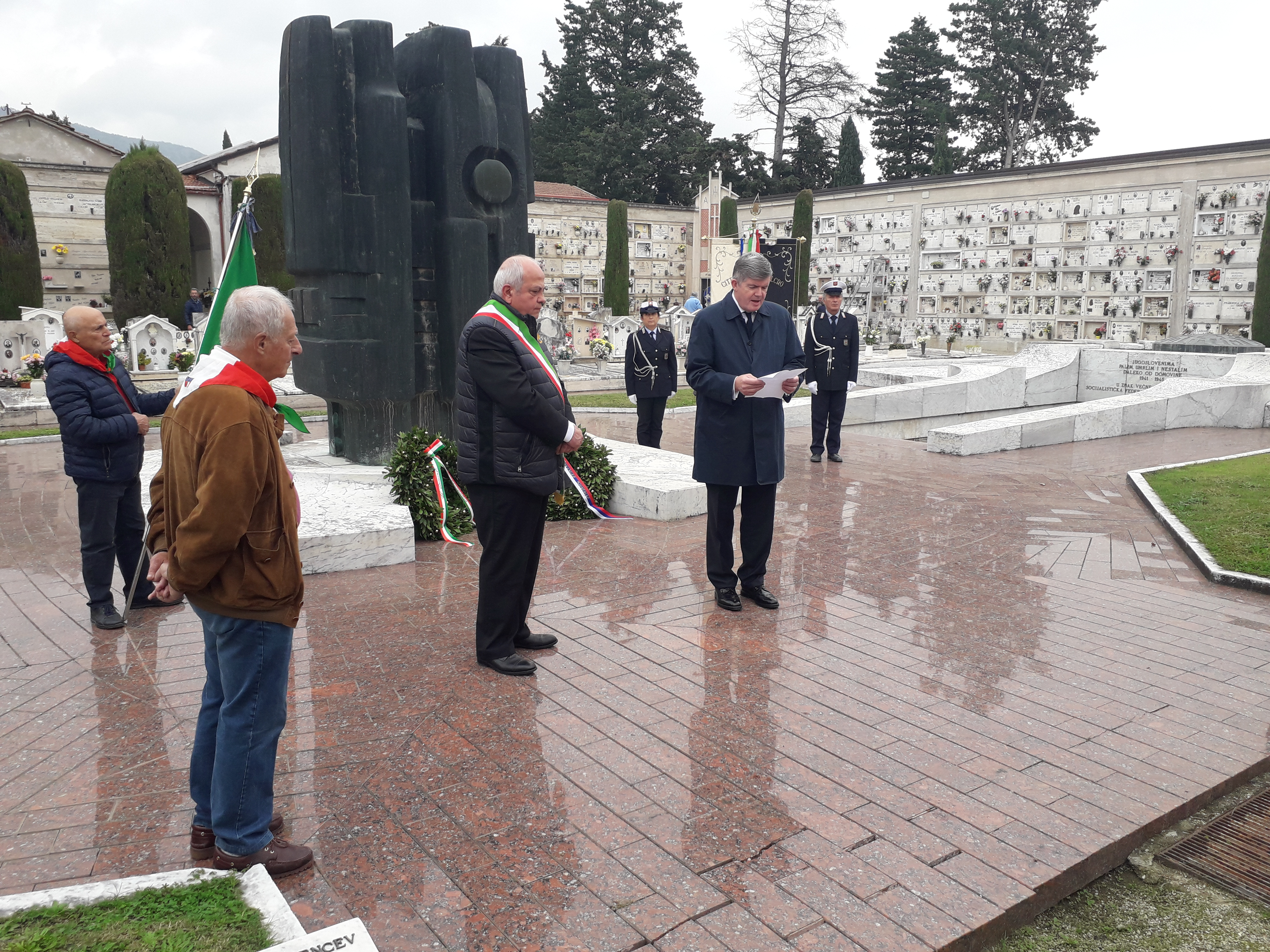
Cerimonia commemorativa presso il Sacrario degli Slavi realizzato da Jovan Kratohvil a Sansepolcro

Tra le sue opere principali si ricordano i monumenti ai caduti della Majevica e di Zemun, il monumento ai veterani sovietici morti nell'incidente aereo dell'Avala del 19 ottobre 1964, il Sacrario degli Slavi di Sansepolcro.
In gioventù era stato un atleta di primo piano nel nuoto prima della Seconda guerra mondiale e successivamente nel tiro a segno, disciplina nella quale ha partecipato ai giochi olimpici di Helsinki.